# Доротея фон Пфалц-Зимерн
Доротея фон Пфалц-Зимерн (на немски: Dorothea von Pfalz-Simmern; * 6 януари 1581, Кайзерслаутерн; † 18 септември 1631, Зандерслебен, Анхалт) от фамилията Вителсбахи, е пфалцграфиня на Зимерн и чрез женитба княгиня на Анхалт-Десау.

## Произход и брак
Дъщеря е на пфалцграф Йохан Казимир фон Зимерн (1543 – 1592) и съпругата му Елизабет Саксонска (1552 – 1590), дъщеря на курфюрст Август от Саксония и принцеса Анна от Дания.
Доротея се омъжва на 21 февруари 1595 г. в Хайделберг за княз Йохан Георг I от Анхалт-Десау (1567 – 1618) от род Аскани. Тя е втората му съпруга.

## Деца
- Йохан Казимир фон Анхалт-Десау (1596 – 1660)
- Анна Елизабет (1598 – 1660), ∞ граф Вилхелм Хайнрих фон Бентхайм-Щайнфурт
- Фридрих Мориц (1600 – 1610)
- Елеонора Доротея (1602 – 1664), ∞ херцог Вилхелм от Саксония-Ваймар
- Сибила Христина (1603 – 1686), ∞ (I) граф Филип Мориц фон Ханау-Мюнценберг (1605 – 1627), ∞ (II) граф Фридрих Казимир фон Ханау (1623 – 1685)
- Хайнрих Валдемар (1604 – 1606)
- Георг Ариберт фон Анхалт-Десау (1606 – 1643)
- Кунигунда Юлиана (1607/08 – 1683) ∞ ландграф Херман фон Хесен-Ротенбург (1607 – 1658), син на ландграф Мориц фон Хесен-Касел
- Сузана Маргарета (1610 – 1663), ∞ (сгодена, той умира преди сватбата) граф Йохан Ернст фон Ханау-Мюнценберг (1613 – 1642), ∞ граф Йохан Филип фон Ханау-Лихтенберг (1626 – 1669)
- Йохана Доротея (1612 – 1695), ∞ граф Мориц фон Бентхайм-Текленбург
- Ева Катарина (1613 – 1679)